# Барра-ду-Рибейру
Барра-ду-Рибейру (порт. Barra do Ribeiro) — муниципалитет в Бразилии, входит в штат Риу-Гранди-ду-Сул. Составная часть мезорегиона Агломерация Порту-Алегри. Входит в экономико-статистический микрорегион Камакан. Население составляет 11 423 человека на 2007 год. Занимает площадь 730,816 км². Плотность населения — 17,3 чел./км².

## История
Город основан 17 февраля 1959 года.

## Статистика
- Валовой внутренний продукт на 2003 составляет 99 313 606,00 реалов (данные: Бразильский институт географии и статистики).
- Валовой внутренний продукт на душу населения на 2003 составляет 8.084,79 реалов (данные: Бразильский институт географии и статистики).
- Индекс развития человеческого потенциала на 2000 составляет 0,794 (данные: Программа развития ООН).